# Gerda Zinn
Gerda Ursula Zinn (* 14. September 1913 in Elberfeld oder Barmen; † 26. Februar 2012) war eine deutsche Schauspielerin und Synchronsprecherin.

## Leben
Gerda Zinn feierte ihre größten Erfolge als Theaterschauspielerin am Staatsschauspiel Dresden, wo sie mit Erich Ponto und Hans Helmut Dickow spielte, sowie an der Staatsoperette. Hinsichtlich der Darstellungskraft Zinns lobte der Kritiker Alfred Kantorowicz, dass Zinn ein „Beispiel dafür gab, mit welcher Ökonomie der Mittel gerade komplizierte Rollen in diesen Stücken bewältigt werden sollen.“
Seit den 1930er Jahren war Gerda Zinn sporadisch auch in Filmproduktionen zu sehen. Sie spielte beispielsweise neben Hertha Thiele im Drama Das erste Recht des Kindes nach einer Vorlage von Thea von Harbou, in Johannes Riemanns Einmal werd' ich Dir gefallen und in Wolfgang Staudtes Drama Die Treppe.
Daneben war Gerda Zinn auch als Hörspiel- und Synchronsprecherin tätig und lieh ihre Stimme beispielsweise der „Miriam“ (Olive Deering) in Cecil B. DeMilles Inszenierung von Samson und Delilah.
1955 siedelte Gerda Zinn in die USA über und widmete sich der Vedanta.

## Filmografie (Auswahl)
- 1932: Das erste Recht des Kindes
- 1937: Einmal werd’ ich Dir gefallen
- 1950: Die Treppe

## Theater
- 1941: Nikolaus Asztalos: Die Nacht von Siebenbürgen (Witwe) – Regie: Rudolf Schröder (Sächsische Staatstheater Dresden – Schauspielhaus)
- 1948: Konstantin Trenjow: Ljubow Jaworaja oder Die Entscheidung (Sekretärin Panowa) – Regie: Hans Rodenberg (Haus der Kultur der Sowjetunion)
- 1949: James Gow: Tiefe Wurzeln (Alice Langdon) – Regie: Steffie Spira (Volksbühne Berlin)

## Hörspiele (Auswahl)
- 1949: Der gestiefelte Kater (als Prinzessin); Regie: Robert Adolf Stemmle, mit Aribert Wäscher, Kurt Waitzmann, NWDR.
- 1950: Drei Menschen; Regie: Alice Decarli, mit Alfred Balthoff, Renée Stobrawa, RIAS.
- 1950: Robert und seine Brüder; Regie: Hanns Korngiebel, mit Alice Decarli, Paul Edwin Roth, RIAS.
- 1952: Elga; nach Gerhart Hauptmann, Regie: Hanns Korngiebel, mit Antje Weisgerber, Walter Franck, RIAS.